# Arvo Aaltonen
Arvo Aaltonen (Pori, 2 de diciembre de 1892-ibidem, 17 de junio de 1949)

## Biografía
fue un nadador finlandés especializado en pruebas de estilo braza, donde consiguió ser medallista de bronce olímpico en 1920 en los 200 metros y 400 metros.

## Carrera deportiva
En los Juegos Olímpicos de Amberes 1920

## Premio
ganó la medalla de bronce en los 200 metros estilo braza, tras los nadadores suecos Håkan Malmrot y Thor Henning; y también ganó el bronce en los 400 metros estilo braza, de nuevo tras los nadadores suecos anteriores.